# 경북도립대학교
경북도립대학교(慶北道立大學校, Gyeongbuk Provincial College)는 대한민국 경상북도 예천군에 있는 공립 대학이었다.

## 역사
- 1997년 3월 1일 초대학장 남규창 박사 취임
- 1997년 3월 15일 도립전문대학 예천전문대학 개교
- 1998년 12월 16일 경도대학으로 교명 변경
- 2008년 9월 22일 경북도립대학으로 교명 변경
- 2013년 1월 1일 경북도립대학교로 교명 변경
- 2025년 3월 1일 국립안동대학교와 통합하면서 국립경국대학교로 출범, 29년만에 폐교